# Дьявольская танцовщица
«Дьявольская танцовщица» (англ. The Devil Dancer) — американская немая мелодрама 1927 года режиссёра Фреда Нибло. Фильм был номинирован на премию «Оскар» за лучшую операторскую работу (Джордж Барнс) на первой церемонии вручения в 1929 году. В настоящее время фильм считается утерянным.

## Сюжет
Миссионеры погибают в горах Тибета, оставляя маленькую девочку. Со временем она становится талантливой танцовщицей, которую тибетцы обучили ритуальным танцам.

## В ролях
- Гилда Грей — Такла (дьявольская танцовщица)
- Клайв Брук — Стивен Ателстан
- Анна Мэй Вонг — Сада
- Серж Темофф — Беппо
- Михаил Вавич — Хасс
- Содзи Камияма — Сейдик Лама
- Энн Шефер — Тана
- Альберт Конти — Арнольд Гатри
- Марта Маттокс — Изабель
- Калла Паша — Тот
- Джеймс Б. Леонг — Большой Лама
- Уильям Г. Тукер — Латроп
- Клер Дю Брей — Одри
- Нора Сесил — Джулия
- Барбара Теннант — белая женщина